# Krysa Hoogerwerfova
Krysa Hoogerwerfova (Rattus hoogerwerfi) je druh hlodavce z čeledi myšovitých, z rodu Rattus. Je pojmenována podle nizozemského zoologa Andriese Hoogerwerfa. Žije pouze v Indonésii, v pohořích západní Sumatry.
Druh je zařazen do kategorie zranitelných podle klasifikace IUCN, protože se podle známých informací vyskytuje na méně než pěti lokalitách na světě.